# Georg Schweickhard
Georg Schweickhard (auch Schweikhardt, Schweickard, Schweicker, Schwecker, Schwicker; * in Dillingen an der Donau; † 13. Oktober 1616) war ab 1598 mehrmals Rektor der Universität Würzburg. Daneben betätigte er sich als Generalvikar der Diözese Würzburg.

## Leben
Georg Schweickhard wurde in der ersten Hälfte des 16. Jahrhunderts im zur Diözese Augsburg gehörenden Dillingen an der Donau geboren. Die Familie hatte bereits zuvor einige bedeutende Geistliche hervorgebracht. So war eventuell der ältere Bruder Georgs, Veit Schweickard senior, als Gelehrter Rat in Würzburg tätig. Die Jugend Schweickhards in der Augsburger Residenzstadt ist in den Quellen nicht erwähnt. Eventuell immatrikulierte er sich am 30. September 1554 noch als Jugendlicher an der Universität Dillingen.
Gesichert ist dagegen ein Studium an der bayerischen Hochschule in Ingolstadt, das Schweickhard am 6. November 1562 aufnahm. Er schloss seine Studien mit der Erlangung des Licentiats ab. Wahrscheinlich wurde Schweickhard als Präbendar in die Stipendiatenliste des Würzburger Fürstbischofs Friedrich von Wirsberg aufgenommen, der vielversprechende, junge Geistliche förderte, um sie später in seinen Herrschaftsbereich zu holen.
Schweickhard gelangte unmittelbar nach seinem Studium nach Würzburg. Hier wurde er am 5. März 1569 zum Priester ordiniert und dem Kollegiatstift Haug zugeordnet. Am 31. März 1569 wählte man ihn zum Stiftsprediger des Stiftes, ein Amt, das er bis zu seinem Tod innehaben sollte. 1587 wurde Schweickhard Scholaster und 1598 erhielt er ein Kanonikat. Unsicher ist, ob er auch zeitweise das Amt des Dekans bekleidete. Jedenfalls wurde er innerhalb des Stiftes auch als Testamentar und Turnar eingesetzt.
Gleichzeitig berief Friedrich von Wirsberg den jungen Geistlichen bald in seinen Geistlichen Rat, der als oberstes Verwaltungsgremium des Hochstifts zu gelten hatte. Damit besetzte Schweickhard eine Zwischenposition. So verhandelte er bei der Gründung des Priesterseminars Kilianeum 1579 mit den Kanonikern von Stift Haug in seiner Rolle als Geistlicher Rat. Allerdings zog er damit vor allem die Kritik des Domkapitels auf sich, das 1582 seine Entlassung aus bischöflichen Diensten forderte. 1576 bis 1584 war Schweickhard Inspektor des Seminars.
Für Friedrich von Wirsberg unternahm Schweickhard viele Reisen durch das Hochstift. Zunächst versetzte man ihn nach Neustadt an der Saale, wo nach der Reformation Chaos herrschte. Danach versuchte Schweickhard im überwiegend lutherischen Münnerstadt wieder einen katholischen Pfarrer zu installieren. Nach der Wahl von Julius Echter von Mespelbrunn wuchs der Einfluss des Geistlichen weiter. So begleitete er mehrere Nonnen aus dem schwäbischen Kloster Oberschönfeld nach Wechterswinkel, wo er wieder für monastisches Leben sorgte.
Julius Echter setzte Georg Schweickhard vor allem für Visitationen ein. Er war Beauftragter für die dem Stift Ellwangen zugehörigen Pfarreien in der Diözese Würzburg und begutachtete 1586 die Auswanderung lutherischer Exulanten aus Münnerstadt. Daneben wurde er in Karlstadt und im Landkapitel Geisa eingesetzt. In Würzburg trieb Schweickhard die Reform des Klosters St. Afra voran und trat bei Verhandlungen über das Kloster St. Burkard auf.
Unklar ist, wann Schweickhard zum Generalvikar der Diözese und damit zu ihrem obersten Finanzverwalter aufstieg. Er setzte in dieser Rolle Pfarrer ein. Damit wurde seine außergewöhnliche Rolle weiter untermauert, denn eigentlich rekrutierten sich die Generalvikare aus den Reihen des adeligen Domkapitels. Als Krönung seiner Karriere wurde Georg Schweickhard 1598 und 1608 zum Rector magnificus der Universität Würzburg ernannt. Er starb am 13. Oktober 1616.

## Werk
- Capita Quaedam ex ijs breuiter excerpta, & in thesium formam redacta: quae hoc Anno 67 de Sacramento Matrimonij in Academia Ingolstad. fusius fuerunt explicata. Ingolstadt 1567.